# Jacob Banda
Jacob Banda (ur. 11 lutego 1988 w Ndoli) – zambijski piłkarz grający na pozycji bramkarza.

## Kariera klubowa
Karierę piłkarską Banda rozpoczął w klubie ZESCO United, pochodzącego z miasta Ndola. W 2005 roku został członkiem pierwszego zespołu i wtedy też zadebiutował w jego barwach w rozgrywkach zambijskiej Premier League. Wraz z ZESCO United wywalczył dziewięć tytułów mistrza Zambii w sezonach 2007, 2008, 2010, 2014, 2015, 2017, 2018, 2019 i 2020/2021. Zdobył też siedem Pucharów Zambii w latach 2006, 2007, 2008, 2010, 2014, 2016 i 2019. W 2021 roku zakończył w nim swoją karierę.

## Kariera reprezentacyjna
W 2007 roku Banda wraz z reprezentacją Zambii U-20 wystąpił na Mistrzostwach Świata U-20, a wcześniej w tym samym roku wywalczył wicemistrzostwo Afryki. W dorosłej reprezentacji zadebiutował 15 listopada 2008 roku w zremisowanym 0:0 towarzyskim meczu z Demokratyczną Reubliką Konga. W 2010 roku został powołany do kadry na Puchar Narodów Afryki 2010, gdzie był rezerwowym dla Kennedy’ego Mweene. Od 2008 do 2016 wystąpił w kadrze narodowej 25 razy.